# Трамсен, Хельге

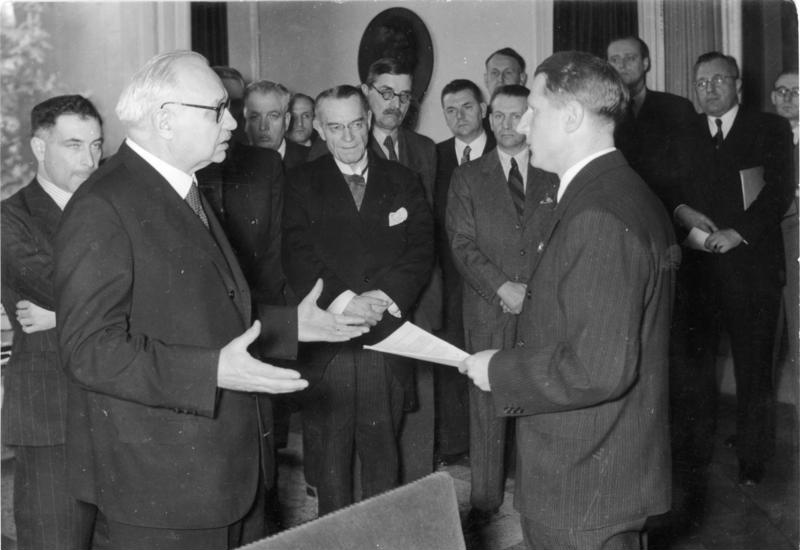
Доктор Трамсен на встрече членов Международной Комиссии с министром здравоохранения Рейха в Берлине, 1943 г. (Хельге Трамсен стоит третий справа, на заднем плане)

Хельге Трамсен (Helge Andreas Boysen Tramsen)(1910—1979) — датский хирург, один из членов Международной Комиссии, направленной немцами в апреле 1943 года, для расследования совершенного в Катыни преступления.

## Профессиональная карьера
Хельге Трамсен родился в Копенгагене в мещанской семье происходивший из Фленсбурга. В 1936 году закончил медицинский факультет в Копенгагенском университете. Во время немецкой оккупации Дании (1940—1945) он получил работу в копенгагенском Институте судебной медицины. После обнаружения в Катыни могил Германия скомплектовала комиссию из врачей из 12 стран Европы. Одним из её членов стал Хельге Трамсен. Весной 1943 года он получил от своего начальника, доктора Кнуда Санда, служебное предписание отправиться в распоряжение комиссии в Катынь. Подозревая, что может быть запутан в шестерни немецкой пропагандистской машины, Хельге отказался, однако его отказ не был принят. Опасаясь, что участие в мероприятии под немецкой эгидой может по окончании войны оказаться для него вредным, он потребовал от главы датского МИД Нильса Свеннингсена выдать служебный приказ в письменной форме. Являясь членом датского движения сопротивления, он решил проконсультироваться по вопросу поездки с датским подпольем. Движение сопротивления, ожидая, что катынское преступление дело рук немцев, охотно одобрило поездку Трамсена в Катынь, решив использовать его на обратном пути в качестве курьера.

## Пребывание в Катыни
27 апреля 1943 года Хельге Трамсен направился в Катынь, вылетев из копенгагенского аэродрома Каструп в Берлин, где он встретился с прочими членами комиссии. На следующий день все вылетели из берлинского аэродрома Темпельхоф в Варшаву. В этот день в своём путевом дневнике Трамсен записал:

Варшава горит. Гетто.
Из Варшавы самолёт направился в Смоленск, где в гостинице немцы разместили членов комиссии и откуда в Катынь их возили на автомобилях. В течение последующих дней Хельге произвёл несколько вскрытий убитых польских офицеров из катынских могил. В своём дневнике он так описал вид могил в Катыни:

[Польские солдаты] лежат как сардины уложенные пластами, с головами в одном направлении. Все лежат на животе с руками скрученными назад и черепами простреленными сзади.
Вопреки намерениям доктора Трамсена, он был сфотографирован немцами во время совершения судебно-медицинской экспертизы тел польских офицеров и эта фотография появилась в немецком журнале «Signal» со следующей подписью: 
«Осуществление эксгумации 9-го тела. Здесь др. Трамсен вскрывает, в то время как проф. де Бурле и Арно Саксен внимательно смотрят».
На обратном пути из Катыни, 1 мая 1943 года, самолёт привёз международную комиссию в Бяла-Подляску, а затем вылетел в Берлин. С его борта Хельге Трамсен видел всё ещё пылающую Варшаву. На следующий день члены комиссии встретились с министром здравоохранения Рейха Леонардо Конти, а 4 мая Хельге отправился в Копенгаген. Трамсен воспользовался пребыванием в Берлине, чтобы передать датскому посланнику в столице Рейха доклад по делу катынского убийства и принять посылку для датского движения сопротивления, которую он смог перевезти через границу, потому что обладал дипломатической неприкосновенностью и не подлежал таможенному досмотру. Таким образом, доктору Трамсену удалось провезти контрабандой в Данию в качестве вещественного доказательства катынского преступления, череп одного из убитых польских офицеров, Людвика Шиманского из Кракова. Этот череп был сдан на хранение в копенгагенский Институт судебной медицины, где пролежал до 2008 года, когда он был возвращён проживающему в Австралии сыну убитого.
Хельге Трамсен был автором специального доклада, касающегося убийства в Катыни и возлагающего вину за это на СССР, из-за чего сделался очень известным среди левых членов датского движения сопротивления, которых это совсем не устраивало. Документ этот был передан датскому МИД, а затем попал в Лондон и был передан британскому правительству. Сегодня он находится в британских архивах (S.O.E. Poland 102, Subject: Dr Tramsen Report on Katyn).

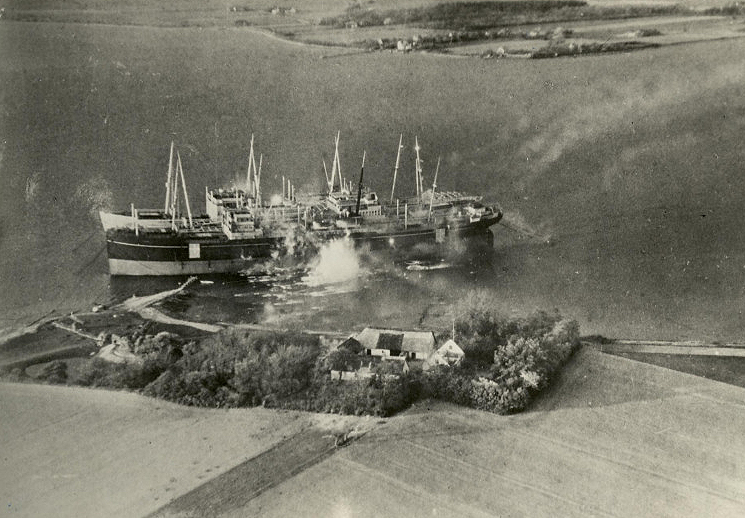
Датское судно «Ютландия» (на заднем плане, загороженное «MS Falstria»), на котором доктор Трамсен служил во время корейской войны. Фотография сделана во время налёта RAF на датский остров Slotø 3 мая 1945 года.

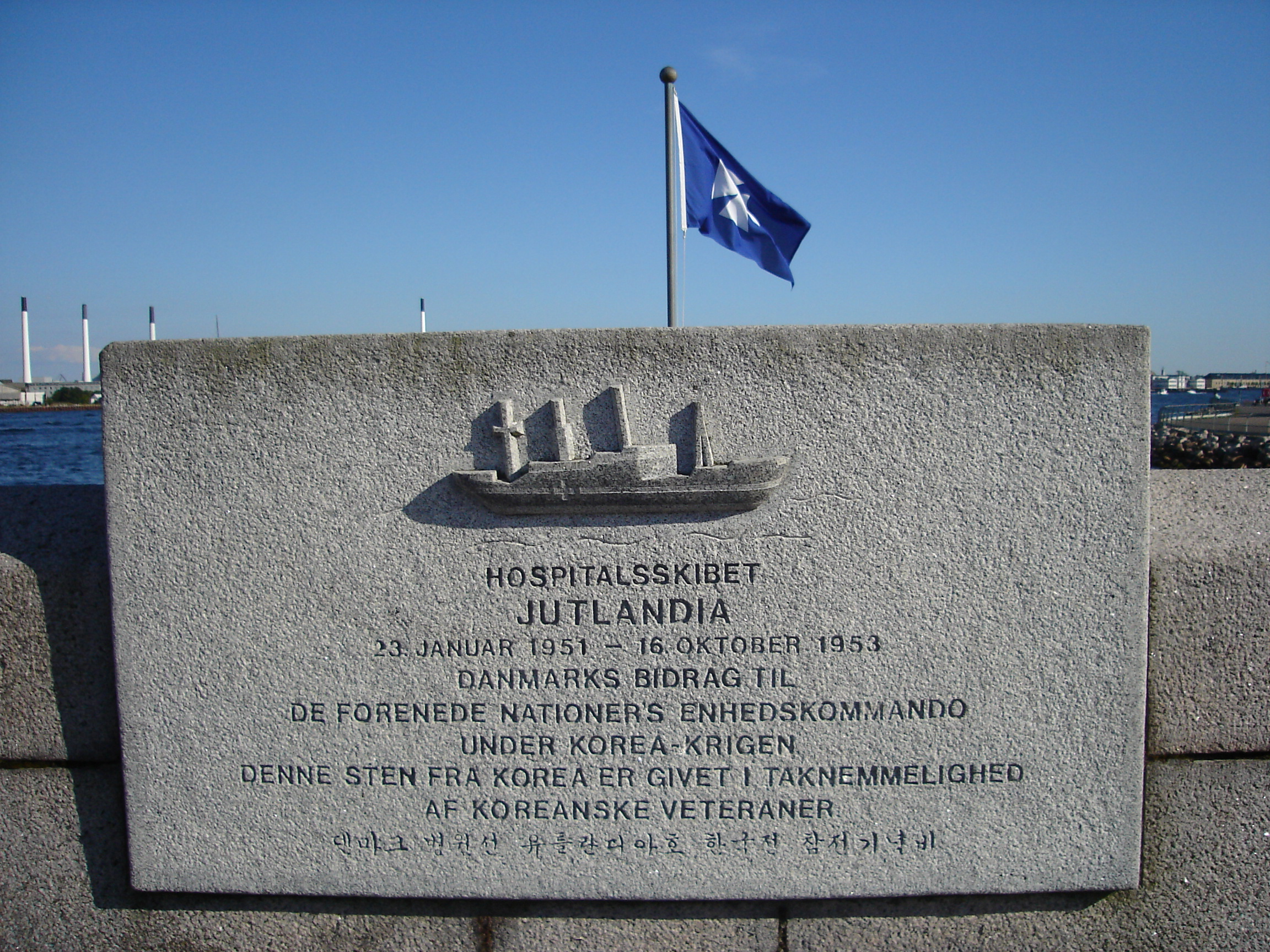
Мемориальная доска в честь легендарного судна «Ютландия» в Копенгагене

## Окончание войны и послевоенные годы
Доктор Трамсен был арестован гестапо 28 июля 1944 года на основании доноса. Задержание доктора Трамсена имело отношение к его соучастию в вооружённом нападении на немецкий склад оружия. Он был посажен в тюрьму Vestre Fængsel в Копенгагене, где его пытали. Из-за его участия в расследовании катынского преступления немцы не решились выслать Трамсена в концлагерь в Германию, а увезли его в сентябре 1944 года на принудительные работы в лагерь во Frøslev в Ютландии, где он находился до конца войны.
Свидетельствование по катынскому делу принесло ему много врагов и профессиональных проблем в послевоенной Дании. В 1945 году он был без причины устранён из Института судебной медицины и стал мишенью для атак коммунистов (шельмование в левых средствах массовой информации, выбивание оконных стёкол в его квартире, обвинения в коллаборационизме).
Лишённый работы Трамсен решился на открытие частной врачебной практики, а в 1952 году, во время корейской войны, пошёл служить начальником военного госпиталя на легендарном датском судне «Ютландия». Травля, которую испытывал Хельге, а также опасения по поводу возрастания «советской угрозы» в 1950-х годах неблагоприятно отразились на его здоровье. Во время ввода советских войск в Венгрию в 1956 году, он обдумывал возможность отъезда в Великобританию, откуда происходила его супруга. Вопреки нажиму и травле Хельге никогда не отказывался от своих заявлений обвиняющих СССР в катынском убийстве и проповедовал свою точку зрения на это преступление. Ещё во время интернирования в лагере во Frøslev (1944), он прочитал среди заключённых лекцию о Катыни, а в апреле 1952 г. принял участие в слушаниях комиссии Конгресса США по катынскому делу, проходящих во Франкфурте-на-Майне. В 1962 году Хельге Трамсен дал по-английски подробное интервью польскому отделу Радио Свободная Европа о своём участии в расследовании катынского убийства, а в следующем году во время лекций для медиков в Копенгагене, также затрагивал вопрос Катыни и ответственности Советского Союза. После смерти своей старшей дочери Элизабет он перенёс нервный срыв, она погибла при невыясненных обстоятельствах в Варшаве в 1970 году, куда направилась помимо воли отца. К концу жизни он утверждал, что дочь была убита советскими агентами в отместку за роль которую он сыграл в катынском деле.
Хельге Трамсен умер в 1979 году. Он был награждён одной из высших датских наград, Орденом Данеброга и несколькими прочими датскими медалями за участие в корейской войне. О его участии в расследовании катынского убийства датское телевидение сняло в 2006 году документальный фильм «Череп из Катыни» (Kraniet fra Katyn), а в 2008 году под тем же самым заглавием вышла книга за авторством Анны Элисабет Ессен, рассказывающая о роли доктора Трамсена в катынском деле.

## Личная жизнь
Хельге Трамсен был женат два раза. Его первой женой была Сильвия Трамсен, дочь валлийского пастора. Пара имела трёх детей:
- дочь Элизабет, композитор, которая умерла при неясных обстоятельствах в Варшаве в 1970 г.[19]
- дочь Маргрет, врач-педиатр, проживающая в Австралии[20]
- сын Христан (род. в 1946 г.), врач.

Второй женой доктора Трамсена была Алис Трамсен.